# Bulbostylis stenocarpa
Bulbostylis stenocarpa là một loài thực vật có hoa trong họ Cói. Loài này được Kük. mô tả khoa học đầu tiên năm 1921.